# Diloxia belohalis
Diloxia belohalis is een vlinder uit de familie snuitmotten (Pyralidae). De wetenschappelijke naam van deze soort is voor het eerst geldig gepubliceerd in 1956 door Marion & Viette.
De soort komt voor in tropisch Afrika.